# Агрегат за покретање мотора
Агрегат за покретање мотора (АПМ) је уређај на превозним средствима који обезбеђује енергију која се не користи за погон већ у друге сврхе. Задатак АПМ код већине возила обавља погонски мотор, али то је случај само код мањих превозних средстава. Углавном се могу наћи на великим летелицама, али и на неким великим копненим возилима.

## Транспортне летелице

#### Функција
Главна улога АПМ код летелице је да обезбеди енергију за покретање главних мотора. Млазни мотори морају прво постићи велику брзину ротације да би се обезбедио довољан ниво компресије како би могли да раде самостално. Мањи млазни мотори се обично покрећу електромоторима, док се већи покрећу ваздушним компресорима. Пре покретања мотора стартује се АПМ, углавном помоћу акумулатора. Када је АПМ покренут он обезбеђује енергију (електричну, пнеуматску или хидрауличну, зависно од дизајна) за покретање главних мотора летелице.
АПМ се такође користи за покретање других система док не раде главни мотори, као на пример за стварање оптималних услова у путничкој кабини да би се путници укрцали и сместили. Електрична енергија се користи за проверу свих система пред полетање. Неке верзије АПМ су повезане и са хидрауличним системом летелице тако да посада може да обави проверу хидрауличних система (рад управљачких површина) пре покретања мотора. Ова опција се може искористити у сличају нужде током лета када откажу хидраулични системи и мотори. Летелице са АПМом такође могу да преспоје електричну енергију са опреме на земљи уколико је АПМ у квару или се не користи.
Агрегати за покретање мотора уграђени на летелице са два мотора које лете далеке линије (ЕТОПС) су веома битан сигурносни фактор јер обезбеђују резерву електричне енергије и компресованог ваздуха у сличају отказивања мотора или електричног генератора на главном мотору. По скорашњим прописима, АПМ мора да подржи покретање на висини од 13 000 m без претходног загревања. Уколико АПМ није у функцији, летелица мора да лети дужу путању јер јој се не одобрава лет краћим ЕТОПС линијама.

#### Историја
Прва употреба АПМ је била на војном авиону Даглас C-74.
Боинг 727 је 1963. године постао први млазни путнички авион који је користио АПМ са гасном турбином, што му је омогућавало да опслужује мање аеродроме који немају велику техничку подршку. АПМ се може видети код већине модерних авиона као издувна грана код репа летелице.

#### Главне секције
Типичан АПМ са гасном турбином који се користи код путничких авиона има три секције:
Погонска секција је део са генератором гасне турбине и он производи сву снагу за осовину гасне турбине.
Компресорска секција је у већини случајева компресор монтиран на осовини који обезбеђује пнеуматску енергију за летелицу. Састоји се из два дела: лопатица за контролу довода ваздуха у компресор и вентила за контролу који одржава константан проток и спречава налете ваздуха у турбо машину.
Мењачка секција преноси енергију са осовине на генератор који је претвара у електричну. Унутар мењача енергија се такође користи за покретање уређаја за контролу дотока горива, модула за подмазивање и вентилатора за хлађење. На Боингу 787 који је новија генерција летелице, АПМ претвара сву енергију у електричну што поједностављује дизајн али већа потражња за електричном енергијом захтева веће генераторе.

## Други видови транспорта
У возилима код којих је веома битно да се смање издувни гасови и бука (као што су јахте или камп приколице), горивне ћелије или соларни модули се користе за покретање АПМа.